# BelAmi
Pour les articles ayant des titres homophones, voir Bel-Ami et Bellamy.
 (octobre 2024).
Si vous disposez d'ouvrages ou d'articles de référence ou si vous connaissez des sites web de qualité traitant du thème abordé ici, merci de compléter l'article en donnant les références utiles à sa vérifiabilité et en les liant à la section « Notes et références ».
BelAmi est une entreprise de films pornographiques gays dont le siège est en Slovaquie.

## Histoire
Originellement américaine, cette compagnie a été fondée en 1993. Elle a déplacé son siège en Slovaquie (à Bratislava) en 2000, lorsque le président George W. Bush a lancé sa campagne anti-pornographie. Son fondateur est un américain d'origine slovaque, George Duroy (pseudonyme emprunté au protagoniste du roman Bel-Ami de Guy de Maupassant).
Le studio de production BelAmi met en scène de jeunes modèles (« entre 19 et 30 ans », d'après Stuart Davis, directeur de Bel Ami à Prague). Leur carrière dans la pornographie gay est protégée de leur vie publique : « les sites web des studios sont bloqués en Hongrie, en Slovaquie et en République tchèque et les DVD Bel Ami n’y sont pas distribués ». Ils sont pourvus de pseudonymes très souvent à consonance française et leurs noms ne sont pas divulgués.
Les vidéos de BelAmi se distinguent par la beauté des modèles, la qualité de l'image et de l'éclairage et le soin apporté aux décors. Toutefois, ce sont des scènes purement pornographiques, sans aucun élément de narration un tant soit peu élaboré. Elles ont acquis un succès international, démontré par les prix que plusieurs d'entre elles ont remportés : meilleures ventes de l'année pour An American in Prague aux GayVN Awards 1998, meilleur film étranger pour Lucky Lukas aux GayVN Awards 2000, meilleure vidéo internationale pour Frisky Summer 4 aux Adult Erotic Gay Video Awards 2003. En 2004, Just for Fun reçoit le Grabby Award de la meilleure vidéo internationale et le GayVN Award du meilleur DVD. En 2006, Lukas in Love obtient le Grabby Award de la meilleure vidéo internationale et le GayVN Award du meilleur film étranger.
Depuis 2000, la maison d'édition allemande Bruno Gmünder Verlag publie des recueils de photos de tournage et des calendriers de charme en collaboration avec le studio.
En 2009, Bel Ami s'associe avec le studio américain Corbin Fisher pour produire le film 5 Americans in Prague.
Le film Scandal in the Vatican est présenté comme « controversé ». Jeremy Feist commente : « Le Vatican a toujours été frappé par des accusations d'hypocrisie et de déconnexion du monde séculier, mais son statut particulier de terre sainte et élevée en fait une cible désignée pour la satire ». Ce film comporte une scène tournée au Vatican où apparaît le pape Benoît XVI. Selon les propos du producteur et le compte-rendu d'un critique, on y voit le pape bénir deux des acteurs du film.

## Quelques films
- Lukas' Story [1994]
- Lucky Lukas.
- Frisky Summer 1,2,3 [1995, 1996, 1998]
- An American in Prague [1997]
- The 101 Men série [1998-2002]
- The Personal Trainers série [2001- à suivre]
- Greek Holiday [2004]
- Pretty Boy [2004]
- Lukas in Love [2005]
- Pillow Talk 1, 2, 3 [2006]
- Flings 2 [2006]
- Watching Porn
- Graffiti
- Undressed Rehearsals [2007]
- Rebel [2007]
- The Private Life of Brandon Manilow [2008]
- Some Like It Big [2008]
- French Kiss [2008]
- Seriously Sexy [2009]
- Taboo [2010]
- 5 Americans in Prague [2010]
- Seriously Sexy 2 [2010]
- BelAmi 3D [2011]
- Scandal in the Vatican [2012]
- An American in Prague - The Remake [2013]
- Fucking Kris [2014]
- Love Me Tender Fuck Me Hard [2014]
- Size Matters [2015]
- Last Summer in Greece [2016]
- Greek Salad [2017]
- Jack Goes Wild [2017]
- Jambo Africa [2018]
- Addicted to Sex [2021]
- Summer in Prague [2021]
- BIG [2022]
- Crazy Love [2023]
- A Few Hard Men [2023]
- Gods of Porn [2023]

## Acteurs notables
- Josh Elliot
- Tim Hamilton
- Tommy Hansen
- Pavel Novotný
- Johan Paulik
- Lukas Ridgeston
- Ralph Woods
- Jack Harrer
- Christian Lundgren
- Torsten Ullman